# Aechmea bauxilumii
Aechmea bauxilumii är en gräsväxtart som beskrevs av Áng.Fernández. Aechmea bauxilumii ingår i släktet Aechmea och familjen Bromeliaceae. Inga underarter finns listade i Catalogue of Life.